# George Norton
George W. Norton ist ein US-amerikanischer Agrarökonom. Er ist Professor an der Virginia Tech University.

## Leben
Norton studierte zunächst Agrarökonomie an der Cornell University (B.S., 1971) und ging danach zwei Jahre mit dem Peace Corps nach Kolumbien. Nach seiner Rückkehr absolvierte einen M.S. (1975) in Cornell und promovierte daraufhin an der University of Minnesota (1979). Seit 1980 ist er an der Virginia Tech.

## Arbeit
Nortons Forschungsgebiete sind internationale landwirtschaftliche Entwicklung, Evaluierung von Agrarforschung, und Integrierter Pflanzenschutz. Er hat geforscht in Lateinamerika, Afrika und Asien. 

## Veröffentlichungen (Auswahl)
- mit Jeffrey Alwang und William A. Masters: Economics of Agricultural Development. World Food Systems and Resource Use (= Routledge Textbooks in Environmental and Agricultural Economics. Bd. 1). Routledge, New York NY u. a. 2006, ISBN 0-415-77045-9 (2. Auflage. ebenda 2010, ISBN 978-0-415-49424-3).
- Leah C. M Cuyno und Agnes Rola: Economic analysis of environmental benefits of integrated pest management: a Philippine case study. In: Agricultural Economics. Bd. 25, Nr. 1/2, 2001, ISSN 0169-5150, S. 227–233, doi:10.1016/S0169-5150(01)00080-9.
- mit Julian M. Alston, Philip G. Pardey (Hrsg.): Science Under Scarcity. Principles and Practice for Agricultural Research Evaluation and Priority Setting. Cornell University Press, Ithaca NY u. a. 1995, ISBN 0-8014-2937-4.
- mit Jeffrey S. Davis: Evaluating Returns to Agricultural Research: A Review. In: American Journal of Agricultural Economics. Bd. 63, Nr. 4, 1981, ISSN 0002-9092, S. 685–699.
- mit Mesfin Bezuneh und Brady J. Deaton: Food Aid Impacts in Rural Kenya. In: American Journal of Agricultural Economics. Bd. 70, Nr. 1, 1988, S. 181–191.